# Juan Francisco Herrera Leal
Juan Francisco Herrera Leal es un militar colombiano, que se desempeñó como gobernador encargado del Departamento de San Andrés y Providencia. 

## Reseña biográfica
Estudió en la Escuela Naval de Cadetes Almirante Padilla, de donde se graduó en 1988, con el título de profesional en Ciencias Navales y con el grado de Teniente de Corbeta. Entre 1995 y 1996 estudió Oceanografía Física en la misma institución. Así mismo, posee varios diplomados en Gerencia de alto rendimiento, Derecho marítimo, Gerencia de Proyectos y Ecología de Zonas Costeras.
Se ha desempeñado como oficial de guerra antisubmarina, oficial instructor en la Escuela Naval de Suboficiales en Barranquilla y como comandante de patrulleras fluviales. En septiembre de 2016 fue ascendido al rango de Contraalmirante y el 19 de enero de 2018 asumió la comandancia del Comando Específico de San Andrés y Providencia, esto tras haber sido comandante de la Fuerza de Tarea Contra el Narcotráfico Número 73.
Además, se ha desempeñado como Capitán de Puerto de Cartagena, Capitán de Puerto de Buenaventura, Capitán de Puerto de Coveñas, Capitán de Puerto de Turbo, Capitán de Puerto de Santa Marta, Agregado Naval y Representante Alterno de Colombia ante la Organización Marítima Internacional en Reino Unido de Gran Bretaña e Irlanda del Norte, Asesor Permanente del Comando de la Armada Nacional y catedrático de la Universidad de Córdoba y la Universidad Sergio Arboleda.
El 19 de octubre de 2018 fue nombrado como Gobernador encargado de San Andrés y Providencia, en reemplazo del destituido gobernador Ronald Housni Jaller, teniéndose su posesión como Gobernador para el 21 de octubre. Sin embargo, la Asamblea Departamental se negó a posesionarlo arguyendo que el gobernador tenía que ser raizal o miembro del Partido Liberal, el partido de Housni; así mismo, su nombramiento provocó disturbios en las islas. Así, en febrero de 2019 su nombramiento fue impugnado ante el Consejo de Estado, que desestimó la demanda en mayo. Finalmente, el 24 de marzo de 2019 se posesionó como Gobernador en compañía de la Vicepresidenta Marta Lucía Ramírez, ante un juez de garantías. Extendió su mandato hasta septiembre de 2019, cuando se posesionó Tonney Gene Salazar, de la terna del Partido Liberal.
El 23 de enero de 2020 asumió el cargo de director general Marítimo, y en diciembre de 2020 fue ascendido al grado de Vicealmirante. En mayo de 2021 dejó el cargo de director general marítimo a petición del Presidente Iván Duque Márquez, en medio de los disturbios de Colombia de 2021. También fue retirado del servicio militar activo.
Ha sido condecorado con la Orden del Mérito Naval Almirante Padilla en el grado de Comendador, la Orden del Mérito Naval Antonio Nariño, la Medalla Servicios Distinguidos a la Dirección General Marítima, la Medalla Servicios Distinguidos al Cuerpo de Guardacostas, la Medalla Servicios Distinguidos a la Armada Nacional, la Medalla Militar “Fe en La Causa y la medalla “Sea Flower“ categoría oro.